# Робер Шарлебоа
Робѐр Шарлебоа̀ (на френски: Robert Charlebois, [ʁɔ.bɛʁ ʃaʁ.lə.bwa]) е канадски певец, автор на песни и актьор.
Роден е на 25 юни 1944 година в Монреал в семейството на инженер. През 1965 година завършва Канадското национално театрално училище, като още като студент започва да изпълнява фолк рок песни. На 21 юни 2010 г. Шарлебоа получава почетна докторска степен от университета Конкордия в Монреал. В благодарственото си слово той отбелязва, че това е първата диплома в живота му. През следващите години придобива широка известност в Канада и френскоезичните страни.
Шарлебоа е един от четиримата музиканти, изобразени във втората серия канадски музикални изпълнители на Канадските пощи от 2009 г.

## Дискография
- Volume 1 (1965)
- Volume 2 (1966)
- Demain l'hiver... (1967)
- Robert Charlebois avec Louise Forestier (1968)
- Québec Love (1969)
- Un gars ben ordinaire (1971)
- Le Mont Athos (1971)
- Fu Man Chu (1972)
- Solidaritude (1973)
- Je rêve à Rio (1974)
- Longue Distance (1976)
- Swing Charlebois Swing (1977)
- Solide (1979)
- Heureux en amour? (1981)
- J't'aime comme un fou (1983)
- Super Position (1985)
- Dense (1988)
- Immensément (1992)
- Le Chanteur masqué (1996)
- Doux Sauvage (2001)
- Tout est bien (2010)

## Отличия
- През 1994 г. Шарлебоа получава Наградата за сценично изкуство на генерал губернатора на Канада за цялостен принос към музикалната история на Канада.[4]
- През 1999 г. става офицер на Ордена на Канада. През 2008 г. той става офицер на Националния орден на Квебек.